# Serra (Spagna)
Serra è un comune spagnolo di 2 004 abitanti situato nella comunità autonoma Valenciana.